# Phoradendron pedicellatum
Phoradendron pedicellatum är en sandelträdsväxtart som först beskrevs av Van Tieghem, och fick sitt nu gällande namn av J. Kuijt. Phoradendron pedicellatum ingår i släktet Phoradendron och familjen sandelträdsväxter. Inga underarter finns listade i Catalogue of Life.